# فاليري فلينت
فاليري فلينت (بالإنجليزية: Valerie Flint)‏ هي مؤرخة أمريكية ونيوزيلندية، ولدت في 5 يوليو 1936 في دربي في المملكة المتحدة، وتوفيت في 7 يناير 2009 في Beverley ‏ في المملكة المتحدة.